# Partnerspiele
Unter dem Fachausdruck Partnerspiele fasst die Spielpädagogik alle Spiele zusammen, bei denen jeweils zwei Spielende eine Spielgemeinschaft bilden. Für ein einzelnes Spiel dieser Kategorie von Spielen wird die singulare Bezeichnung Partnerspiel verwendet.

## Begriff
Der Begriff Partnerschaft bezeichnet eine soziale Beziehung zwischen zwei Menschen. Solch eine Zweierbeziehung konstituiert sich bei den sogenannten Partnerspielen mit der gegenseitigen Zuordnung von zwei Spielern im Sinne des Spielgedanken. Partnerspiele grenzen sich insofern von den Gruppenspielen ab, als bei diesen weitere Mitspieler im Spielgeschehen miteinander kooperieren. Der Begriff beinhaltet nicht, dass beide Spielpartner ausschließlich miteinander agieren, also der gleichen Spielpartei angehören. Er enthält auch die Möglichkeit, dass zwei Spielende im Wettkampf gegeneinander antreten. Er besagt lediglich, dass zwei Spielende eine Spielgemeinschaft bilden.

## Organisationsform
Es handelt sich bei den Partnerspielen um eine Zusammenfassung von Spielen, denen eine bestimmte Organisationsform gemeinsam ist, die Aufgliederung nach je zwei Mitspielern. Wegen der Anwendungsnähe ist die Gliederung nach Personen bevorzugt in Spielesammlungen und in der Alltagspraxis des Spielens zu finden. Partnerspiele stehen spielsystematisch in einer Reihe mit anderen Gliederungen nach Personen wie den Gruppenspielen, den Staffelspielen, den Parteienspielen oder den Mannschaftsspielen. Die organisatorische Zuordnung der Spielenden kann methodisch, aber auch psychologisch oder pädagogisch begründet sein. Sie kann entsprechend rein formal dem technischen Lehrbetrieb, aber auch der gegenseitigen Unterstützung oder der Gemeinschaftsbildung dienstbar gemacht werden. Kooperative Spielformen haben grundsätzlich die Tendenz zur Partnerbildung. Kooperation kann aber auch in Gruppen, Parteien- oder Mannschaftsformation, also in weiterem Sinne,  stattfinden.
Partnerschaften in Form von Zweiergemeinschaften können sich zu Einzelaktionen, aber auch innerhalb von größeren Spielgruppen zusammenfinden. Von den Parteienspielen oder den Mannschaftsspielen unterscheiden sie sich insofern, als es dort um „Partner“ im eigenen Feld bzw. der eigenen Mannschaft und „Gegner“ im anderen Feld bzw. der anderen Mannschaft geht.

## Beispiele
Partnerspiele sind innerhalb fast aller Spielgattungen zu finden. Exemplarisch lassen sich etwa folgende Spielformen nennen:

### Bewegungsspiele

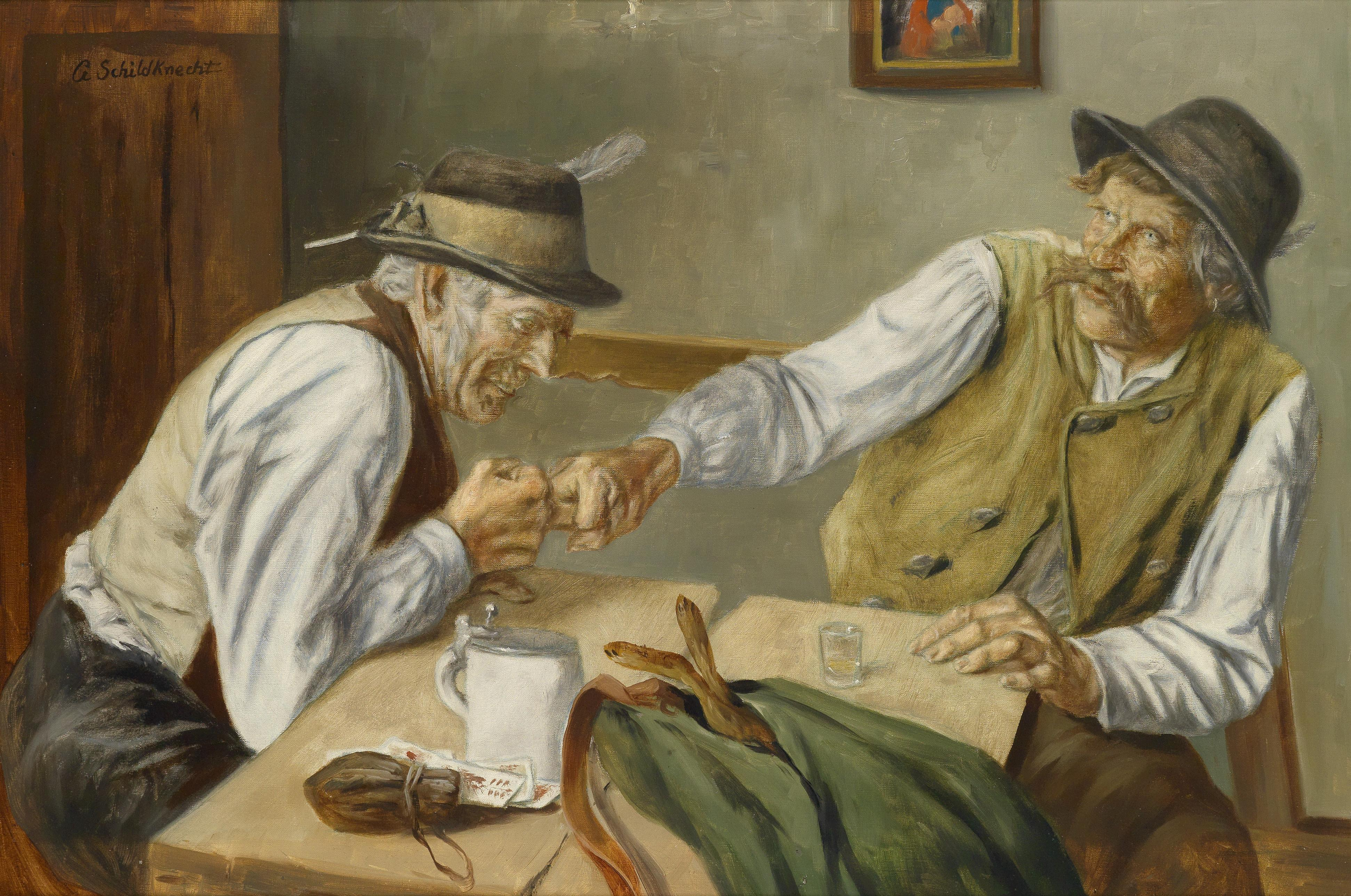
Fingerhakeln (Gemälde von Georg Schildknecht)

Kleine Spiele wie „Pferd und Reiter“, „Känguruh“, „Krebs“, „Fliegender Fisch“ „Schubkarre“ oder „Rhönrad“ sind Spielformen, bei denen eine Spielpartnerschaft zwischen einem Erwachsenen und einem Kind oder zwischen zwei Kindern gebildet wird. Bewegungsspiele mit Partnerbezug setzen eine körperliche Nähe und die Bereitschaft zur gemeinsamen Gestaltung von Bewegungen voraus. Der Reiz eines Partnerspiels kann neben dem Miteinander eines kooperativen Spiels, aber auch im Gegeneinander eines Kampfspiels bestehen. Wesentlich ist das gemeinsame Spielen zweier Menschen unter einem Spielgedanken.

### Kartenspiele

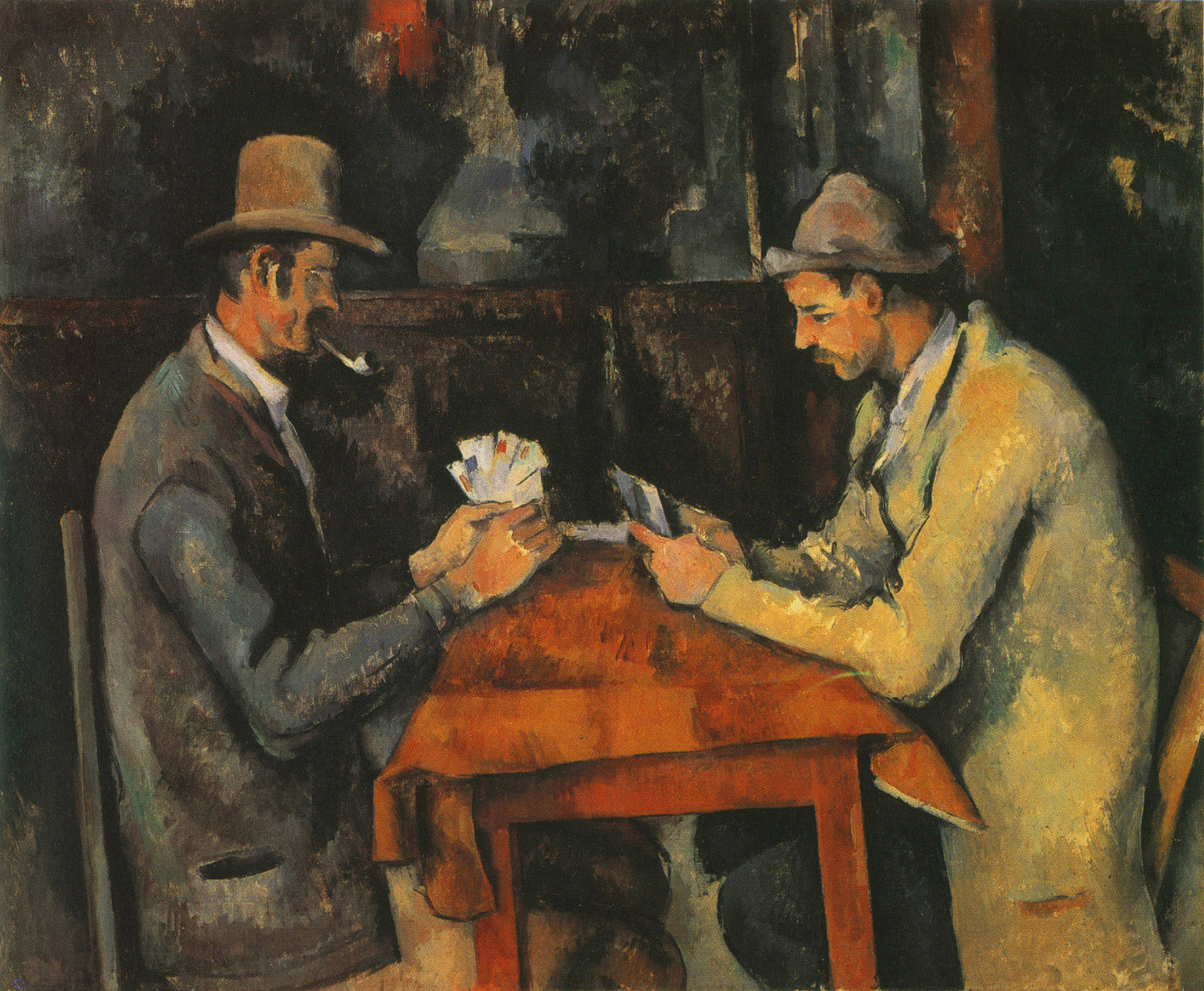
Paul Cézanne: Die Kartenspieler

Unter der Spielgattung der Gesellschaftsspiele finden sich, etwa in der Gruppe der Kartenspiele, ebenfalls zahlreiche Spielformen, die als Partnerspiele konzipiert sind:
Beim Schafkopf spielen jeweils zwei Spieler als Partner gegen die beiden anderen, die ebenfalls eine Partnerschaft bilden. Während die Partner beim sogenannten Deutschen Schafkopf wie beim Bridge von Spielbeginn an feststehen, werden etwa beim Bayerischen Schafkopf oder beim Doppelkopf die Partnerschaften erst im Verlauf des Spiels ermittelt. Auch das Tichu ist ein typisches Partnerspiel, bei dem vier Spieler paarweise miteinander kooperieren.

### Abenteuerspiele
Abenteuerspiele beziehen ihren Reiz aus dem Erlebnis gefahrenhaltiger Situationen. Der dazu erforderliche Mut lässt sich oft leichter mit der Unterstützung durch einen Partner aufbringen. Das gemeinsame Bewältigen risikoreicher Aufgaben kann die Attraktion und Motivation steigern. Es erhöht die Erfolgserwartung und damit die Bereitschaft, sich auf diese von Angstlust begleitete Kategorie des Spielens einzulassen. Abenteuerspiele mit Partnerbezug finden sich in großer Zahl in den einschlägigen Spielesammlungen, etwa von Gilsdorf und Kistner.

### Erotische Spiele
Partnerspiele im Sinne von Sexspielen gehören systemtheoretisch zwar ebenfalls unter die Rubrik der Partnerspiele. Sie werden aber, wie etwa das Erotische Rollenspiel, in aller Regel nicht in der Spielliteratur erfasst und gesammelt, sondern in der einschlägigen erotischen Literatur und unter dem Thema Sexualpraktiken abgehandelt. Ähnlich verhält es sich mit den sogenannten Doktorspielen, die für eine kindliche Selbstfindungsphase charakteristisch sind, in Spielesammlungen aber aus naheliegenden Gründen des Kinderschutzes nicht auftauchen.

## Spielpädagogische Bedeutung
Das Spielen in Partnerzuordnung zu gestalten kann verschiedene Gründe haben und unterschiedliche Absichten verfolgen: 
Partnerspiele können zunächst lediglich einer von den Spielregeln vorgegebenen, das Spielgeschehen strukturierenden Intention nachkommen. Sie können, z. B. bei der Trainingsvorbereitung zu den großen Sportspielen, aber auch als eine organisatorisch-methodische Maßnahme eingesetzt werden. Es  können schließlich auch didaktische Zielsetzungen die Entscheidung zur Bildung von Partnerschaften bestimmen: Partnerspiele fungieren in der Spielpädagogik wegen der noch relativ einfachen Bezugsstruktur zu lediglich einem einzigen anderen Mitspieler als Anfangsstufe im Lernprozess der Eingliederung in eine Spielgruppe. Dies ist vor allem beim Spielen mit Kleinkindern und der Vermittlung der Regeltreue beim Spielen von Bedeutung. Der Partnerzuordnung können also auch lernpsychologische Erwägungen zugrunde liegen. Beim Partnerspiel wird die unmittelbare Kommunikation und Kooperation von zwei Spielenden gefordert. Die Spielenden müssen sich gegenseitig beobachten, aufeinander abstimmen, einander helfen. Der Körper des Mitspielers kann zum Spielimpuls werden. Die Mimik, Gestik, das Spielverhalten des Gegenübers, der gemeinsame Austausch, die zusammen entwickelten Spielideen und Aktivitäten können zur Attraktivität des Geschehens beitragen. Partnerspiele können unter der Leitung eines sachkundigen Spielleiters Möglichkeiten entfalten, zu einem besseren gegenseitigen Verständnis und zu einer Förderung mitmenschlichen Verhaltens beizutragen.